# Fernando Sotomayor
Fernando Sotomayor García  (Santiago de Chile, 11 de octubre de 1922 — marzo de 2013) fue un empresario agrícola y político chileno, militante del Partido Demócrata Cristiano de Chile, quien ejerció como regidor de la Municipalidad de Cabildo y diputado por la antigua provincia de Colchagua entre 1965 y 1969.

## Biografía
Nació en Santiago el 11 de octubre de 1922. Hijo de Gonzalo Sotomayor y Ester García. Estudió en el Colegio de los Sagrados Corazones de Santiago. A partir de 1941 se dedicó a las actividades agrícolas.  Se casó en Santiago el 7 de noviembre de 1947 con Carmen Garretón Risopatrón y tuvieron siete hijos.

## Carrera política
Militante del Partido Demócrata Cristiano de Chile y fundador del mismo en la ciudad de Cabildo. Regidor de la Municipalidad de Cabildo entre 1950 a 1969. 
Fue diputado por la Décima Agrupación Departamental, provincia de Colchagua, en el período 1965-1969. Integró la Comisión Permanente de Agricultura y Colonización; Economía y Comercio; Vivienda y Urbanismo; y Defensa Nacional. Fue miembro suplente del Comité Parlamentario Demócrata Cristiano en 1966, 1967 y 1969. 
Entre sus mociones que llegaron a ser Ley figura la Ley 16.362, publicada en el Diario Oficial el 5 de noviembre de 1965, sobre regalías y mantenimientos a los obreros agrícolas; y la Ley 16.772, publicada en el Diario Oficial el 15 de mayo de 1968 sobre pagos de semana corrida a obreros que determinan. 
En 1965 viajó a Corea del Norte y China. Posteriormente, fue invitado a la Unión Soviética al 48.º aniversario de la República Rusa y a España, por los Sindicatos Españoles para estudiar sus realizaciones. 
Falleció en marzo de 2013.